# سالدن
سالدن (به ایتالیایی: Solda) یک منطقهٔ مسکونی در ایتالیا است که در استلویو واقع شده‌است.